# Guthriea
Guthriea is een geslacht uit de familie Achariaceae. Het geslacht telt een soort die voorkomt in Zuid-Afrika.

## Soorten
- Guthriea capensis Bolus